# 吉田明彦
吉田 明彦（よしだ あきひこ、1967年2月15日 - ）は日本のゲームクリエイター。デザイナー。株式会社CyDesignation取締役。

## 概要
主にキャラクターデザインを手がけている。影響を受けた画家に、[[レンブラント・ファン・レイン|レンブラント]、ミレー、ホイッスラー、メビウス、大友克洋などを挙げている。趣味はマウンテンバイク。
日本デザイン専門学校卒業後の1989年にクエストに入社。同社にて松野泰己らと共に『伝説のオウガバトル』、『タクティクスオウガ』などを制作。
1995年にスクウェア（現：スクウェア・エニックス社）に移籍。
2006年3月16日に発売されたプレイステーション2用ソフト『ファイナルファンタジーXII』や、2006年8月24日に発売された、ニンテンドーDS版『ファイナルファンタジーIII』の制作にキャラクターデザイナーとして携わっている。
2013年9月末、約18年間に渡り在籍していたスクウェア・エニックスを退職しフリーランスになる。
2014年10月、Cygamesの子会社であるCyDesignationの取締役に就任。
国内外で評価されており、様々なイラストレーターやデザイナーが吉田の独特なタッチに影響を受けた旨の発言をしている。

## 代表作
- 伝説のオウガバトル （キャラクターデザイン、タロットカードデザイン）
- タクティクスオウガ （キャラクターデザイン、背景美術監督）
- ファイナルファンタジータクティクス （キャラクターデザイン）
- ファイナルファンタジーIII (リメイク版) （キャラクターデザイン）
- ファイナルファンタジーXII （メインキャラクターデザイン、背景美術監督）
- ベイグラントストーリー （キャラクターデザイン、背景美術監督）
- ワイルドカード （メインヴィジュアル）
- 悠久の車輪 （メインヴィジュアル、カードイラスト）
- ファイナルファンタジーXIV （ver1.0〜2.0アートディレクター）
- 光の4戦士 -ファイナルファンタジー外伝- （キャラクターデザイン、アートディレクター）
- タクティクスオウガ 運命の輪 （キャラクターデザイン）
- ブレイブリーデフォルト （リードアーティスト）
- リトルノア （アートディレクター）
- ニーア オートマタ（メインキャラクターデザイン）
- ロストオーダー （アートディレクター）

## 映像作品
- 伊勢神宮 第62回式年遷宮 記念映像 (アートディレクション)
- 映画『さよならの朝に約束の花をかざろう』(キャラクター原案)
- アニメ『OBSOLETE』(キャラクターデザイン)

## 寄稿/その他
- 神撃のバハムート 一部イベント、カード
- グランブルーファンタジー（CyDesignation名義）
- ファイナルファンタジーXII ザ ゾディアックエイジ 新規アート
- アサシン クリード　アート展 in Nagoya ゲストアーティストイラスト
- 季刊エス 55号 表紙&メイキング
- アニメ『ニセコイ』第10話エンドカード
- DE DE MOUSE 3rd ALBUM 『A journey to freedom』ジャケットイラスト
- DE DE MOUSE 5th ALBUM 『farewell holiday!』ジャケットイラスト
- 週刊ヤングジャンプ増刊アオハルsweet イラストピンナップ
- 月刊少年ガンガン2013年9月号 ソウルイーター最終回お祝いイラスト
- 大友克洋画集『TRIBUTE TO OTOMO』トリビュートイラスト
- illustration (イラストレーション) 2018年6月号 表紙
- ブレイブ・ストーリー 角川文庫新装版カバーイラスト
- ファイナルファンタジーXIV （スクウェア・エニックス退社以降）パッケージイラスト